# Coenagrion
Coenagrion là một chi chuồn chuồn kim thuộc họ Coenagrionidae, tiếng Anh thường gọi là Eurasian Bluet (mặc dù ba loài có ở Bắc Mỹ, C. angulatum, C. interrogatum, và C. resolutum). Chi này có các loài sau:
- Coenagrion aculeatum Yu & Bu, 2007
- Coenagrion adelais Fourcroy, 1785
- Coenagrion amurense (Bartenev, 1956)
- Coenagrion antiquum Belyshev, 1955
- Coenagrion armatum (Charpentier, 1840) – Norfolk Damselfly[5] hoặc Dark Bluet[6]
- Coenagrion angulatum Walker, 1912 – Prairie Bluet[7]
- Coenagrion australocaspicum Dumont & Heidari, 1996
- Coenagrion bartenevi Belyshev, 1955
- Coenagrion bifurcatum Zhu & Ou-yan 2000
- Coenagrion brevicauda Bartenev, 1956
- Coenagrion caerulescens (Fonscolombe, 1838) – Địa Trung Hải Bluet[6]
- Coenagrion castellani Roberts, 1948
- Coenagrion chusanicum Navás, 1933
- Coenagrion dorothaea Fourcroy, 1785
- Coenagrion ecornutum (Selys, 1872)
- Coenagrion elegantulum Zetterstedt, 1840
- Coenagrion exornatum (Selys, 1872)
- Coenagrion glaciale (Selys, 1872)
- Coenagrion hastulatum Charpentier, 1825 – miền bắc Damselfly,[5] Spearhead Bluet[6]
- Coenagrion holdereri (Förster, 1900)
- Coenagrion hylas (Trybom, 1889) – Siberian Bluet[6]
- Coenagrion intermedium Lohmann, 1990 - Cretan Bluet[6]
- Coenagrion interrogatum (Hagen in Selys, 1876) – Subarctic Bluet[7]
- Coenagrion johanssoni (Wallengren, 1894) – Arctic Bluet[6]
- Coenagrion kashmirum Chowdhary & Das, 1975
- Coenagrion lanceolatum (Selys, 1872)
- Coenagrion lehmanni Kolenati, 1856
- Coenagrion lunulatum (Charpentier, 1840) – Irish Damselfly,[5] Crescent Bluet[6]
- Coenagrion lyelli (Tillyard, 1913) – Swamp Bluet[8]
- Coenagrion melanoproctum (Selys, 1876)
- Coenagrion mercuriale (Charpentier, 1840) – miền nam Damselfly,[5] Mercury Bluet[6]
- Coenagrion ornatum (Selys, 1850) – Ornate Bluet[6]
- Coenagrion persicum Lohmann, 1993
- Coenagrion ponticum (Bartenef, 1929)
- Coenagrion puella (Linnaeus, 1758) – Azure Damselfly[5]
- Coenagrion pulchellum (Van der Linden, 1823) – Variable Damselfly[5]
- Coenagrion pygmaea Navás, 1919
- Coenagrion resolutum (Hagen in Selys, 1876) – Taiga Bluet[7]
- Coenagrion scitulum (Rambur, 1842) – Dainty Damselfly,[5] Dainty Bluet[9]
- Coenagrion simillimum Bartenev, 1911
- Coenagrion sophia Fourcroy, 1785
- Coenagrion striatum Bartenev, 1956
- Coenagrion syriacum (Morton, 1924) – Syrian Bluet[10]
- Coenagrion tengchongensis Yu & Bu, 2007
- Coenagrion terue (Asahina, 1949)
- Coenagrion tugur (Bartenev, 1956)
- Coenagrion vanbrinkae Lohmann, 1993

## Hình ảnh

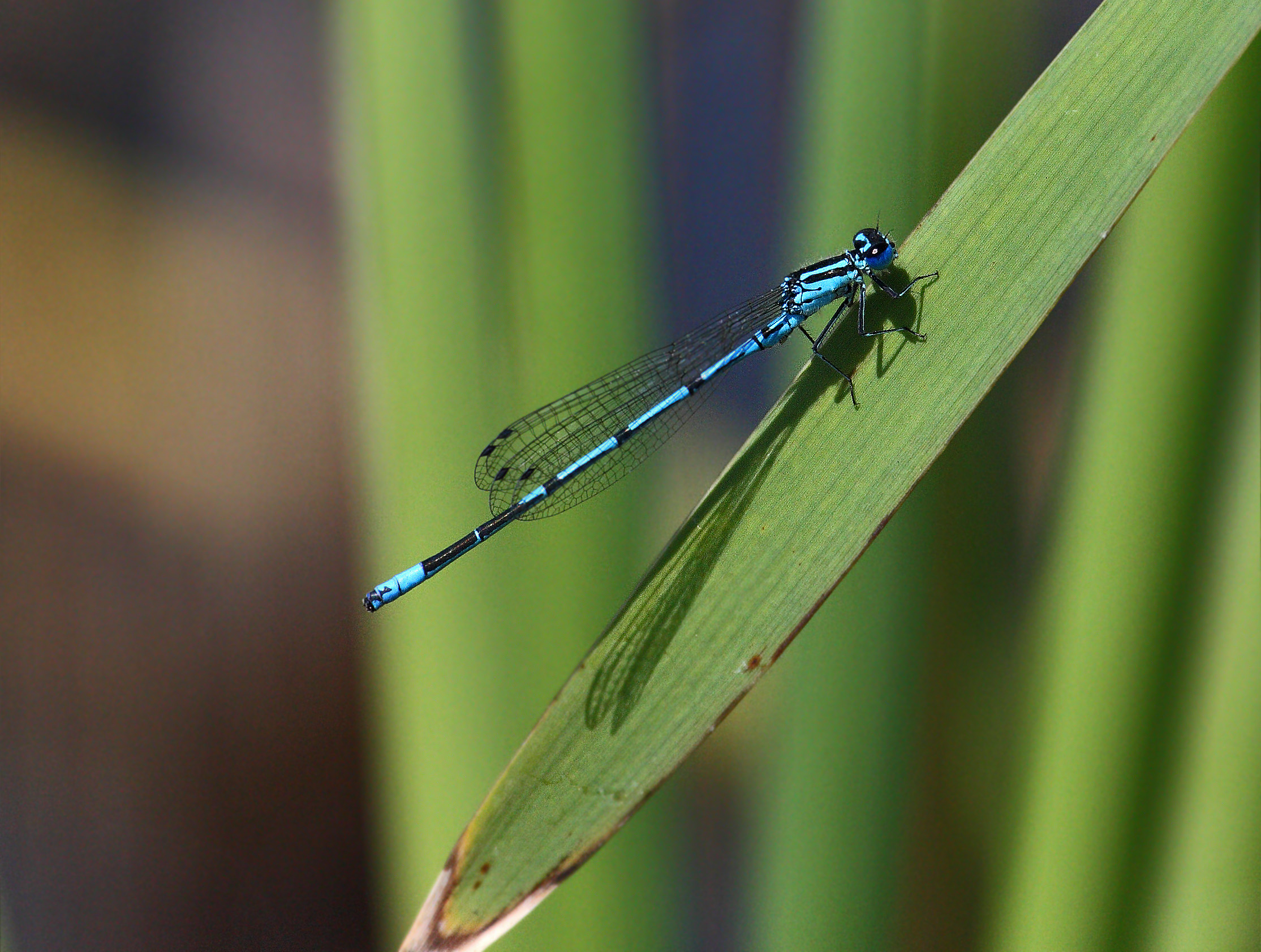
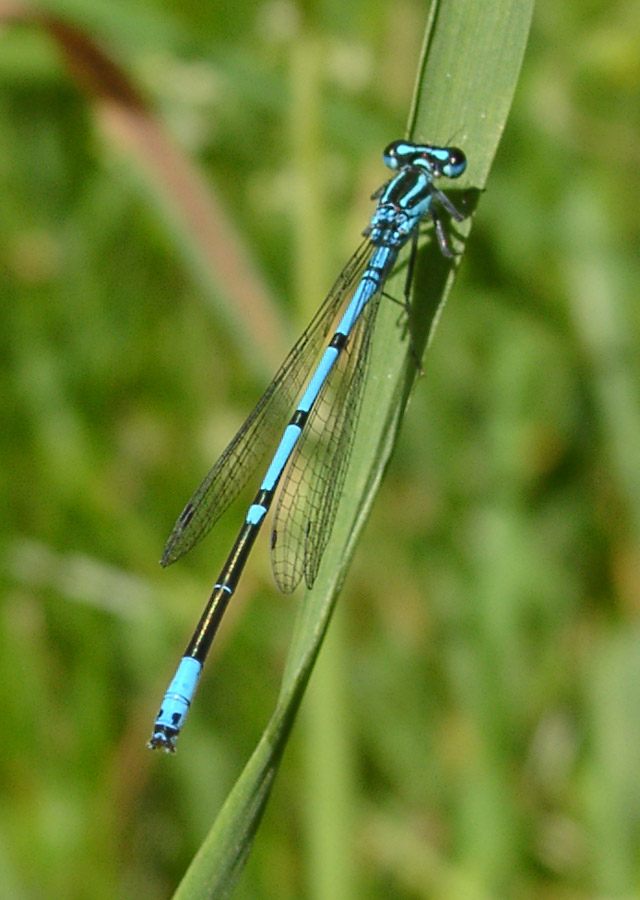
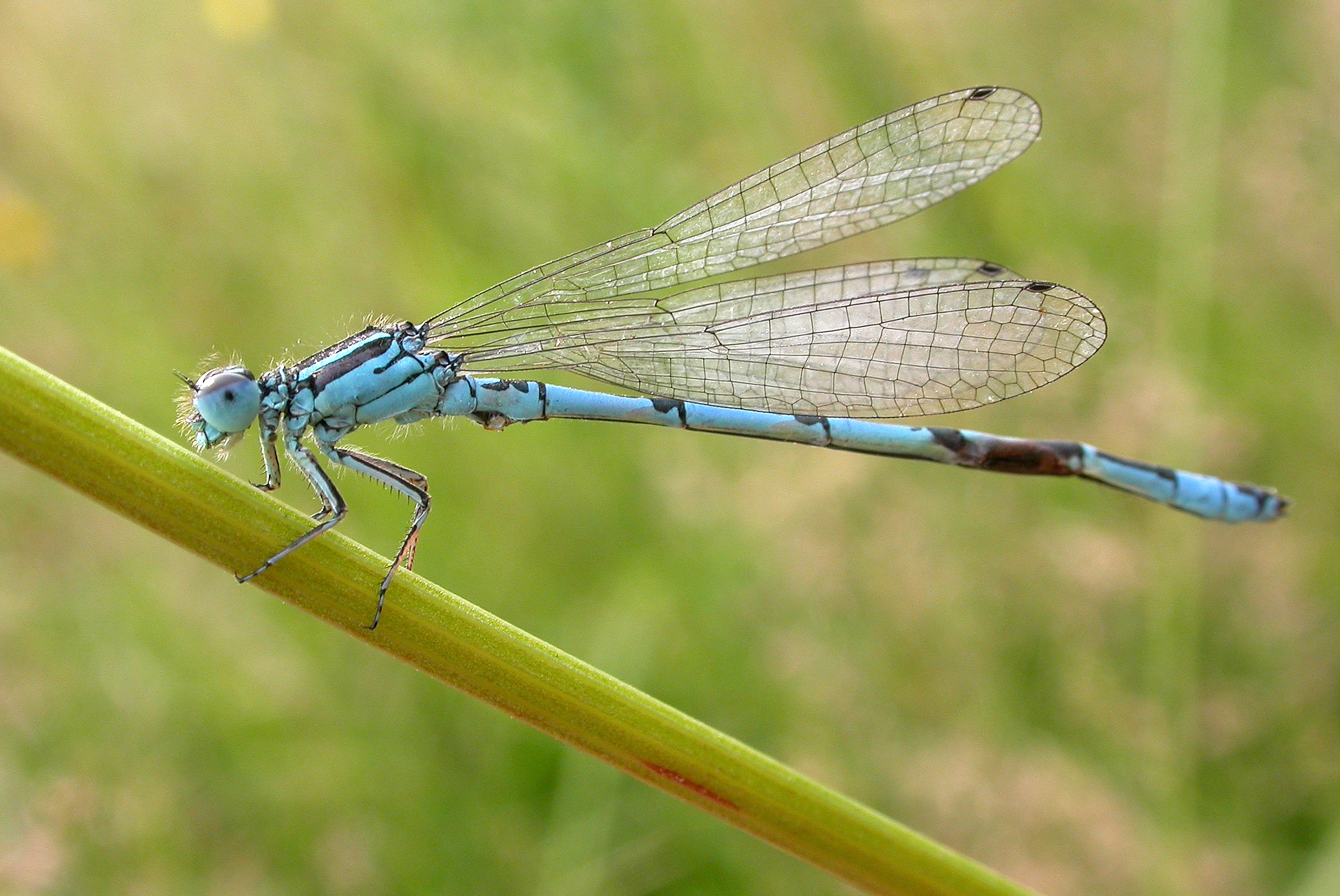
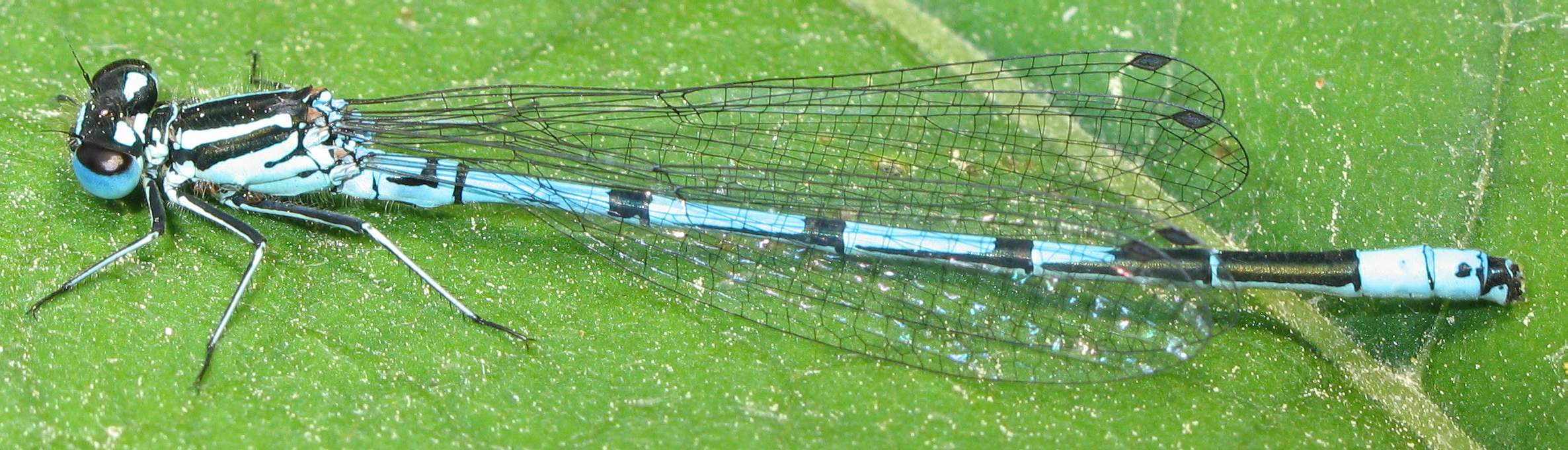